# アルマゲドン2008
『アルマゲドン2008』（原題：Futureshock: Comet）は、イギリスのテレビ映画。

## キャスト
役名、俳優、日本語吹替の順に表記。
- ニール - クリスチャン・ソリメノ（内田直哉）
- ジョシュ - ジェームズ・ウィルビー（大塚芳忠）
- マーシー - カースティ・ミッチェル（萩尾みどり）
- タム - テオ・ワ・ヴオン（樋浦茜子）
- ブレンダン - ジェームズ・コスモ（佐々木勝彦）
- アダム - マイケル・マロニー（石塚運昇）
- ハリス - ドン・ウォーリントン（天田益男）
- キンバリー - ロイナ・キング（ちふゆ）
- その他の日本語吹替 - 藤原満、里卓哉、篠原千佳、近藤広務、安奈ゆかり、黒澤剛史、千々和竜策、今関正生、関直人

## 日本語吹替版スタッフ
- 演出 - 門脇正美
- 翻訳 - 岡田麻祐子
- 制作 - ネクシード株式会社/株式会社くりぷろ